# Victoria Escrich Vidal
Victoria Escrich Vidal (Barcelona, 1952 - 2015) va ser una activista veïnal i antifeixista, que va treballar per l'enderrocament de les torres de l'antiga presó de dones de la Trinitat Vella, on havia estat empresonada.
El 1969, durant la dictadura franquista, amb 17 anys, Victòria Escrich fou detinguda per "roja" i va romandre encarcerada a la presó de dones de la Trinitat Vella. El 2002 exposaria les seves vivències en aquell centre penitenciari en un congrés sobre el món penitenciari espanyol durant el franquisme.
L'edifici de l'antiga presó de dones de Trinitat Vella es va inaugurar el 1963 com a presó de dones, el 1983 va passar a rebre joves, i el 1984 va passar a ser competència de la Generalitat de Catalunya. Es va enderrocar el 2009, en un acte emotiu, amb molts veïns i la mateixa Victòria Escrich, que va exposar el seu testimoni entre aquelles parets. Es va conservar una part de les instal·lacions per acollir joves en règim obert.
L'activista va ser una de les personalitats homenatjades per l'Ajuntament de Barcelona en la campanya Ciutat de Dones, el març de 2023.